# Gurú Nanak Dev Ji

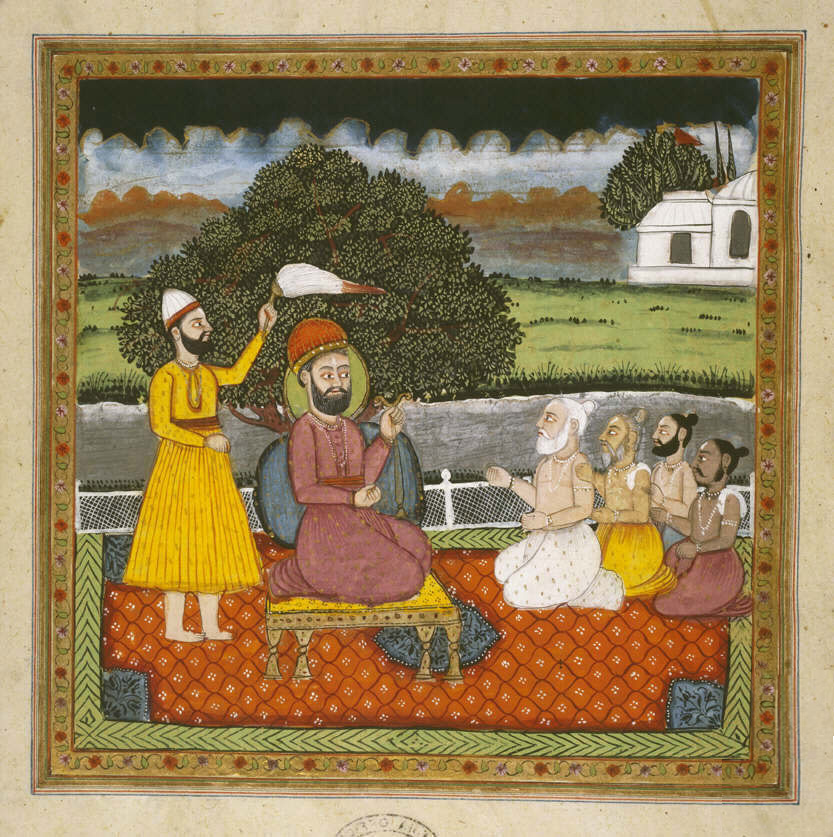
Gurú Nanak en un asiento elevado predicando a santos hinduistas; 1830 aprox., autor sij desconocido.

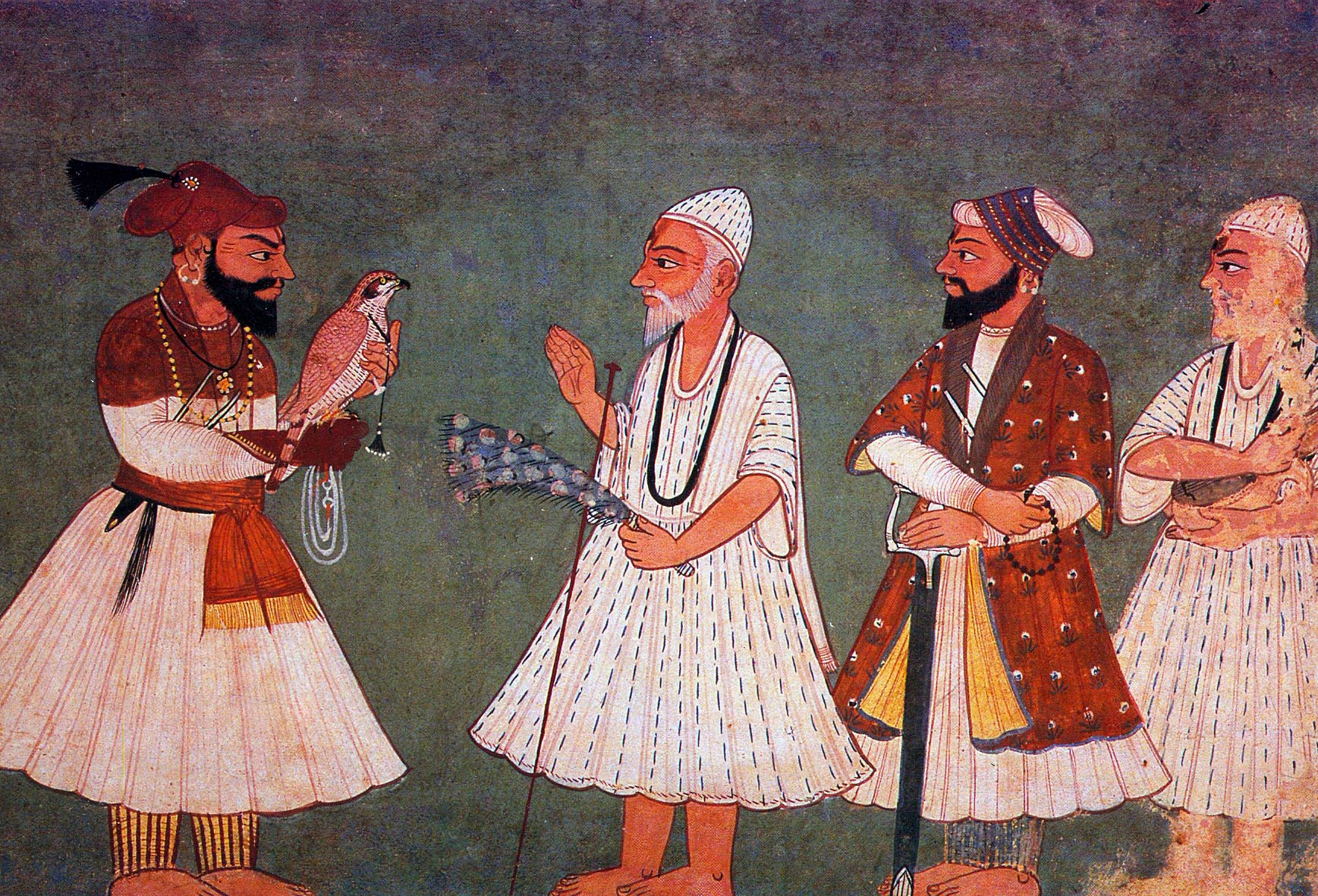
Gobind Singh (con un pájaro en brazos) se encuentra con Gurú Nanak; pintura del siglo XVIII acerca de un encuentro imaginario (ya que Govinda Singh vivió un siglo después).

Gurú Nanak Dev Ji (Nankana Sajib, 15 de abril de 1469 − Kartarpur, 22 de septiembre de 1539) fue el fundador del sijismo y el primero de los diez gurús sijes. No solo es reverenciado por los sijes, sino también por los hindúes y los musulmanes en Panyab y por todo el subcontinente indio.
- ਗੁਰੂ ਨਾਨਕ ਦੇਵ (Gurū Nānak Dēv) en letra panyabí

Según el calendario nanakshahi, creado en su honor, Gurú Nanak nació el día sha-nichar-waar 2 del mes de vaisakh del año 1 y murió el soom-waar (lunes) 8 del mes de assu del año 70.

## Leyendas de la vida de Gurú Nanak
Las hazañas de la vida de Nanak están escritas en unos libros conocidos como Janamsakhis.
Se debe tener en cuenta que los Janamsajis fueron escritos todos después de la muerte de Nanak, por lo que dan detalles diferentes e incluso contradictorios sobre la vida de dicho personaje.
Bhai Gurdas también escribió sobre la vida de Nanak en sus vārs, si bien estos también fueron redactados mucho después de la muerte del Gurú y no poseen una fiabilidad exacta.
Los sijes, no obstante, tienden de creer más en la versión de Bhai Gurdas debido al prestigio de este, conocido por merecer, según el sijismo, una confianza ciega en su honestidad.

## Hagiografía
En los Janam Sākhīs se cuenta también con detalle el nacimiento de Nanak. Según una leyenda escrita después de la muerte de Nanak, el astrólogo que escribió su horóscopo ya había predicho que sería venerado no solo por hindúes, sino también por musulmanes.
Nanak nació en el pueblo de Rāi Bhōi dī Talvaṇḍī, hoy en día conocido como el Nanakana Sahib, a 80 km al oeste de Lahore (en el actual Pakistán). Su padre, Mehta Kalu, era un patwari, es decir, contable del Gobierno. Concretamente, trabajaba para el propietario musulmán del pueblo, Rai Bullar. Él y su esposa, Tripta Devi, tuvieron a Nanak y a su hermana mayor, conocida por los sijes como Nanaki.
Los progenitores de Nanak Mehta eran hindúes khatri del clan Bedi.
La leyenda cuenta que, a los cinco años, Nanak comienza a hablar sobre temas espirituales.
A los 7 años su padre lo envió a la escuela local, pero él la abandonó pronto, para comenzar con clases privadas y de meditación.
De joven, Nanak estaba fascinado por la religión y su deseo de explorar los misterios de la vida le llevaron a abandonar su casa. Fue durante ese tiempo cuando, según se dice, Nanak se encontró con Kabir, un santo del momento venerado por gente de diferentes religiones.
Nanak se retiró tras aquello al bosque y solamente habló con los miembros de grupos religiosos que iban allí frecuentemente, siendo algunos de los cuales eruditos de la literatura religiosa hindú del momento, que recorrían casi toda la India antigua conociendo a los diferentes profesores religiosos famosos y contando las últimas enseñanzas de estos.

### Conversión
En la tradición sij consta que cuando Nanak tenía treinta años (según algunos libros veintiocho) desapareció misteriosamente. Algunos suponían que se había ahogado en el río Kali Bein después de uno de sus habituales baños de mañana. No obstante, Nanak reapareció tres días después, repitiendo constantemente la frase de «Nā kō hindū nā kō musalmān» (‘no hay hindú, no hay musulmán’).

### Viajes
A partir de ese momento, Nanak empezó a expandir nuevas enseñanzas que abogaban por el fin del islamismo y el hinduismo para ser creada una nueva religión: lo que fue el principio del sijismo.
Aunque la trayectoria exacta de sus itinerarios se dispute, es reconocido por haber hecho cuatro viajes importantes, atravesando miles de kilómetros.
Su primer viaje fue hacia el noreste, atravesando Bengala y Assam.
El segundo viaje fue hacia el sur, llegando hasta Sri Lanka pasando por Tamil Nadú.
El tercer viaje fue al norte, hasta Cachemira, Ladakh y Tíbet.
Por último, su cuarto viaje fue hacia el oeste, llegando a Bagdad y La Meca.

### Vida familiar
Nanak se casó con Sulakhni, hija de Mul Chand Chon, un comerciante de arroz del pueblo de Batala, con quien tuvo dos hijos. El mayor, Sri Chand era un ascético y llegó a tener un considerable número de seguidores, conocidos como los Udasis. El hijo pequeño, Lakshmi Das vivió por contrario una vida normal y corriente.
Para Nanak, quien creía en el ideal de rāj maim jōg (la separación en la vida cívica), sus dos hijos eran totalmente incapaces de ser gurús.

### Los tres pilares del sijismo
Fue en Sultanpur donde Nanak Dev formalizaría los tres importantes pilares del sijismo:
- Practicar directamente la meditación divina (el simran) y cantar el nombre de Dios (el naam japna).
- Ser amo de casa (es decir, no vivir al margen del mundo, como los sacerdotes y los ermitaños hindúes) y practicar el denominado kirat karni, que consiste en ganar dinero honestamente, estar bien mental y físicamente y aceptar las bendiciones y regalos de Dios.
- Compartir el dinero dentro de la comunidad a través del consumo colectivo (denominado wand kay shako).

Narran los libros que tratan sobre él, que durante una de sus aventuras, Nanak llegó a Eminabad, un pueblo donde debía pasar la noche. En el pueblo residían dos hombres, siendo uno comerciante de profesión y muy rico y el otro, un campesino muy pobre. Nanak decidió pasar la noche en la casa del campesino porque disfrutaba de su comida simple y encantadora. Tanto se asombró Gurú Nanak del recibimiento y del cariño del campesino que decidió quedarse un par de días más.
El hombre rico quería enseñar su potencial económico y decidió invitar a todo el pueblo para una cena. Nanak también estaba invitado, pero se negó a ir. El hombre rico le preguntó: "Oh, Nanak, ¿Por qué no deseas venir a mi cena? ¿No soy yo igual que un granjero pobre? Entonces Nanak fue, prácticamente obligado por las circunstancias, a ir a la cena, pero llevó consigo un trozo de comida de la casa del campesino pobre.
Antes de que alguien empezara a comer, Nanak se levantó y actuó de un modo que llamó la atención a todo el mundo: en una mano tomó un trozo de la comida del campesino pobre y en la otra mano un trozo de la comida del hombre rico. De repente apretó los dos trozos de comida y se vio que de la comida del pobre salían gotas de leche y de la comida del rico salían gotas de sangre.
Todos los asistentes estaban asombrados.
El rico se enfadó con Nanak y le preguntó cuál era el objeto de ese truco de magia. Nanak le explicó que la comida del pobre era limpia, el pobre trabajaba honestamente para obtener sus ganancias. En cambio la comida del rico no era limpia porque sus ganancias no eran gracias al trabajo honesto, que la manera en que trataba a sus empleados no era justa y que les exprimía la sangre.
El hombre rico quedó anonadado con esa respuesta, y presuntamente le prometió a Nanak que nunca más iba a maltratar a sus trabajadores y que desde ese momento trabajaría honestamente con sus propias manos.

## Otras creencias y contribuciones
Nanak Dev fue ya en su momento venerado por los hindúes y los musulmanes. No obstante, en aquel tiempo alguna de sus creencias no eran demasiado populares. Hoy todos los sijs las aceptan como propias.

### Igualdad entre los humanos
Cuando en prácticamente todo el mundo existía como algo normal la esclavitud y la discriminación (ya fuera machista, racial o entre castas), Gurú Nanak predicó en contra de ellas con frases como las siguientes:
1. «Mirad a la fraternidad de toda la humanidad como el orden más alto designado por los yoguis; conquistad vuestra mente y conquistad el mundo».
2. «Un mismo conocimiento entre todos los seres creados».
3. «El que reconoce un solo Dios entre todos los seres humanos, nunca habla de ego».

Nanak pedía a sus seguidores que conquistaran su mente contra la práctica del mal, ya que, según Nanak, todos los seres humanos tienen la luz de Dios y, solo dominando el orgullo de uno se puede ver esta luz en todos.

### La igualdad de mujeres y hombres
En 1499, cuando el mundo entero no ofrecía ningún respeto hacia la mujer, Gurú Nanak elevó la posición de la mujer distribuyendo este mensaje: «De la mujer nace el hombre; dentro de la mujer, el hombre es concebido; con ella el hombre se compromete y se casa; La mujer se hace su amiga; a través de la mujer, las futuras generaciones nacen; Cuando su mujer se muere, él busca a otra; a la mujer él es atado. Pues para que llamarla mala, de ella nacen reyes. De la mujer, nacen mujeres; sin la mujer no habría nadie. Solo el Dios verdadero no tiene mujer» (pág. 473).
El mensaje universal para todos los seres humanos. Todos los líderes religiosos de ese tiempo tenían la costumbre de dirigirse solo a aquellos que seguían su religión. En cambio Gurú Nanak rompió esta tradición y se dirigía a todos los seres humanos:
«Cuando un musulmán es misericordioso con todos los seres, solo entonces puede ser llamado musulmán» (pág. 141).
«Oh, Nanak, sin el nombre verdadero [de Dios], ¿qué uso tiene la marca en la frente de los hindúes, o su cordón sagrado?» (pág. 467).
«Tomar lo que le pertenece a otro es como para un musulmán comer puerco, o para un hindú comer vaca» (pág. 141).

## Los cuatro viajes
Gurú Nanak hizo cuatro grandes viajes, atravesando toda la India, la región arábica y Persia, incluyendo visitas a La Meca y Bagdad.
Daba todos sus discursos enfrente de hindúes, jainistas, budistas, parsis y musulmanes, lo cual era nuevo en aquellos tiempos. Solía dar sus discursos en templos, en mezquitas o en otros lugares considerados sagrados en alguna de las religiones del momento.
Sin importar dónde iba, Gurú Nanak siempre hablaba en contra de los rituales religiosos que según él no contenían nada, como las peregrinaciones, el sistema de castas, el suicidio obligatorio de viudas (la tradición sati) durante el funeral de sus maridos y de la dependencia en libros para aprender sobre la verdadera religión. Estos fueron fundamentalmente los principios que fueron a definir sus enseñanzas generales.
Gurú nunca dijo directamente que le siguieran a él desde el punto de vista religioso; al contrario, convenía a los musulmanes a que fueran buenos y verdaderos musulmanes y a los hindúes a que fueran buenos y verdaderos hindúes.

### El pueblo de Kartapur
Después de su último viaje, Gurú Nanak le pidió a un seguidor rico que le donara una gran área de tierra en las orillas del río Ravi (en Panyab). Allí construyó un pueblo llamado Kartapur, donde enseñó ininterrumpidamente durante quince años. Seguidores sijes de toda la India se mudaron a Kartapur para poder oír, cantar y estar con Nanak.
Durante este tiempo, aunque todos sus seguidores eran hindúes, musulmanes o de sus respectivas religiones, estos comenzaron a conocerse como los discípulos del gurú o como sijs. Es desde este momento que sus seguidores le llamaban a Nanak gurú (en la lengua autóctona, maestro).
Fue allí, en Kartarpur, donde Nanak implantó el concepto de la comida común, en la que el rico y el pobre, el musulmán y el hindú, el de la casta alta y el de la casta baja, se sentaran juntos y comieran juntos, trabajando fraternalmente juntos y formando el pueblo al completo.
Fue en estos tiempos cuando se unieron a Nanak muchísimos líderes, sabios y eruditos de las regiones indias. Entre ellos se encontraba Lehna, conocido posteriormente como Gurú Angad Dev.
Angad Dev y Nanak predicaron juntos desde entonces.
Uno de los últimos rezos de Nanak (aún hoy vigente para los sijes) es el de que cualquier persona, siendo cual fuere su religión o casta, pueda ir a cualquier gurdwara (nombre con el que se designan lugares de acogidas sijes) del mundo para disfrutar de una comida caliente.

## Enseñanzas

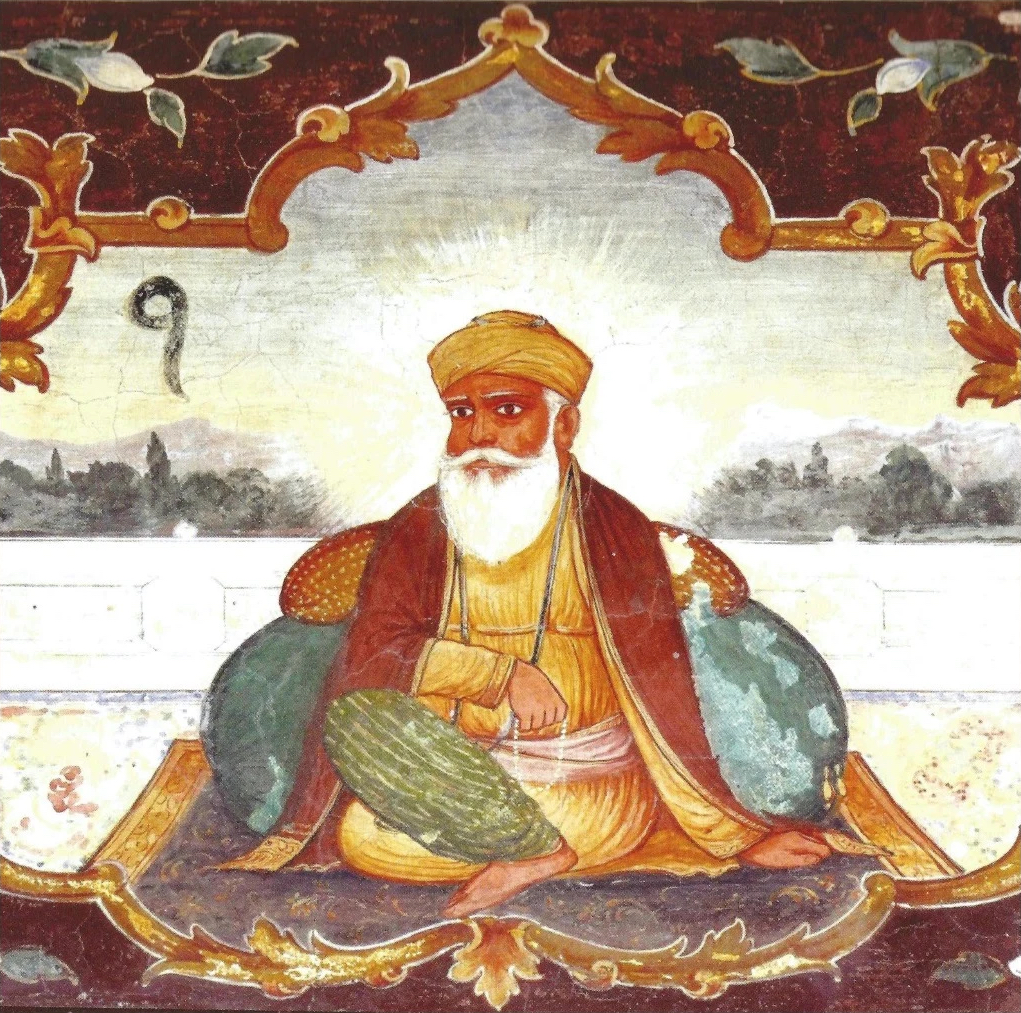
Fresco de Guru Nanak de Baoli Sahib, Goindwal.

Las enseñanzas de Nanak se pueden encontrar en las escrituras sikh Guru Granth Sahib, como una colección de versos registrados en Gurmukhi.
Hay tres teorías en competencia sobre las enseñanzas de Nanak. El primero, según Cole y Sambhi (1995, 1997), basado en los hagiográficos Janamsakhis, afirma que las enseñanzas de Nanak y el sijismo fueron revelaciones de Dios, y no un movimiento de protesta social, ni un intento de reconciliar el hinduismo y el islam en el siglo XV.
La segunda teoría afirma que Nanak era un gurú, no un profeta. Según Singha (2009):

El sijismo no se suscribe a la teoría de la encarnación ni al concepto de profecía. Pero tiene un concepto fundamental de Gurú. No es una encarnación de Dios, ni siquiera un profeta. Es un alma iluminada.

La tercera teoría es que Guru Nanak es la encarnación de Dios. Esto ha sido apoyado por muchos sijs, incluidos Bhai Gurdas, Bhai Vir Singh, Santhok Singh, y cuenta con el apoyo del Guru Granth Sahib.  Bhai Gurdas dice:

ਗੁਰ ਪਰਮੇਸਰੁ ਇਕੁ ਹੈ ਸਚਾ ਸਾਹੁ ਜਗਤੁ ਵਣਜਾਰਾ।

El Gurú y Dios son uno; Él es el verdadero maestro y el mundo entero lo anhela.

Además, en el Guru Granth Sahib se afirma:

ਨਾਨਕ ਸੇਵਾ ਕਰਹੁ ਹਰਿ ਗੁਰ ਸਫਲ ਦਰਸਨ ਕੀ ਫਿਰਿ ਲੇਖਾ ਮੰ ਗੈ ਨ ਕੋਈ ॥੨॥

Oh Nanak, sirve al Guru, el Señor Encarnado; la Bendita Visión de Su Darshan es provechosa y, al final, no seréis llamados a rendir cuentas.

El Gurú Ram Das dice:

ਗੁਰ ਗੋਵਿੰਦੁ ਗੋੁਵਿੰਦੁ ਗੁਰੂ ਹੈ ਨਾਨਕ ਭੇਦੁ ਨ ਭਾਈ ॥ ੪॥੧॥੮॥

El Gurú es Dios, y Dios es el Gurú, oh Nanak; no hay diferencia entre los dos, oh hermanos del destino.

Los janamsakhis hagiográficos no fueron escritos por Nanak, sino por seguidores posteriores sin tener en cuenta la precisión histórica, y contienen numerosas leyendas y mitos creados para mostrar respeto por Nanak. En el sijismo, el término "revelación", como aclaran Cole y Sambhi, no se limita a las enseñanzas de Nanak. Más bien, incluyen a todos los gurus Sikh, así como las palabras de hombres y mujeres del pasado, presente y futuro de Nanak, que poseen conocimiento divino intuitivamente a través de la meditación. Las revelaciones sikh incluyen las palabras de bhagats no sikh (devotos hindúes y musulmanes), algunos de los cuales vivieron y murieron antes del nacimiento de Nanak, y cuyas enseñanzas son parte de las escrituras sikh. 

## Influencias

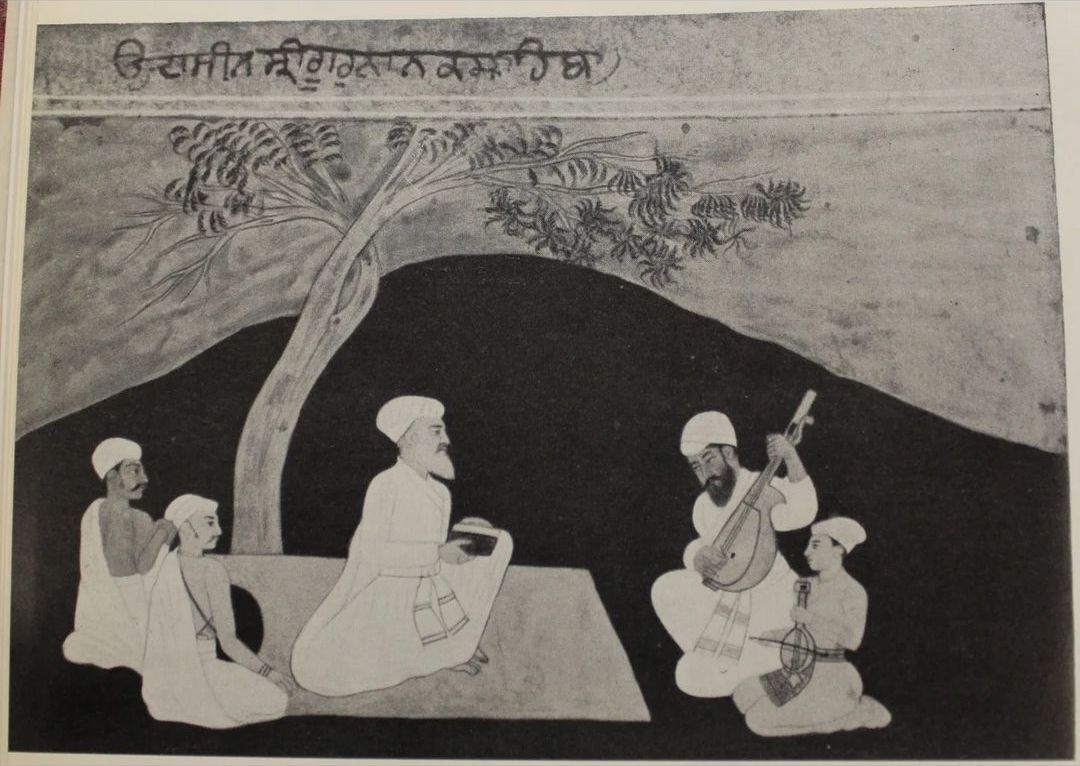
Pintura en miniatura de Guru Nanak escuchando a músicos, de alrededor de 1680.

Muchos sijs creen que el mensaje de Nanak fue divinamente revelado, ya que sus propias palabras en Guru Granth Sahib afirman que sus enseñanzas son tal como las recibió del Creador mismo. El acontecimiento crítico de su vida en Sultanpur Lodhi, en el que regresó después de tres días con la iluminación, también respalda esta creencia.
Muchos historiadores modernos dan peso al vínculo de sus enseñanzas con el bhakti, sant y el wali preexistentes de la tradición hindú/islámica. Los estudiosos afirman que en sus orígenes, Nanak y el sijismo fueron influenciados por la tradición nirguni ('Dios sin forma') del movimiento Bhakti en la India medieval. Sin embargo, algunos historiadores no ven la evidencia del sijismo como una simple extensión del Bhakti. movimiento. El sijismo, por ejemplo, no estaba de acuerdo con algunas opiniones de los santos bhakti Kabir y Ravidas.
Las raíces de la tradición sij se encuentran quizás en la tradición sant de la India, cuya ideología creció hasta convertirse en la tradición bhakti.[vii] Fenech (2014) sugiere que:

La mitología índica impregna el canon sagrado sikh, el Guru Granth Sahib y el canon secundario, el Dasam Granth, y añade delicados matices y sustancia al universo simbólico sagrado de los sikhs de hoy y de sus ancestros pasados. (Fenech, 2014, p. 36)